# Arrondissement Argelès-Gazost
Arrondissement Argelès-Gazost (fr. Arrondissement d'Argelès-Gazost) je správní územní jednotka ležící v departementu Hautes-Pyrénées a regionu Midi-Pyrénées ve Francii. Člení se dále na šest kantonů a 89 obcí.

## Kantony
- Argelès-Gazost
- Aucun
- Lourdes-Est
- Lourdes-Ouest
- Luz-Saint-Sauveur
- Saint-Pé-de-Bigorre